# IC 5132
IC 5132 је емисиона маглина у сазвјежђу Цефеј која се налази на листи објеката дубоког неба у Индекс каталогу.
Деклинација објекта је + 66° 10' 6" а ректасцензија 21h 42m 40,1s. IC 5132 је још познат и под ознакама LBN 497.